# Cloître de Monteverginella
Le cloître de Monteverginella (Chiostro di Monteverginella) est un cloître du cœur historique de Naples, inscrit au patrimoine mondial de l'UNESCO. Il fait partie du couvent et de l'église Santa Maria di Monteverginella et se trouve via Giovanni Paladino.

## Histoire et description
Sa construction remonte à 1314, année pendant laquelle Bartolomeo di Capua, dévoué à la Madone de Montevergine, fonde le couvent, plus tard agrandi et remanié au XVIIIe siècle. Le cloître est caractérisé par ses vingt-huit piliers à chapiteaux ioniques, alors que le côté extérieur du déambulatoire présente des piliers en piperno. Le corps de bâtiment possède trois ordres de fenêtres, avec des décorations en stucs attribuées à Domenico Antonio Vaccaro. Au milieu du cloître, on remarque un puits du XVIIIe siècle entouré de parterres de fleurs. Quatre palmiers sont plantés aux angles.
Pendant la Seconde Guerre mondiale, un fragment, issu d'un navire ayant explosé, tombe dans le cloître sans causer de dommages. En action de grâces, les sœurs salésiennes placent ce résidu de la guerre sous les pieds de la statue figurant la Vierge à l'Enfant en 1940.

## Source de la traduction
- (it) Cet article est partiellement ou en totalité issu de l’article de Wikipédia en italien intitulé « Chiostro di Monteverginella » (voir la liste des auteurs).